# Oud-Vroenhoven
Oud-Vroenhoven est une ancienne commune néerlandaise de la province du Limbourg néerlandais.

## Géographie
La commune était située à l'ouest de Maastricht, sur la Meuse. 
La commune était composée des localités de Caberg, Nekum, Pottenberg et Wolder, aujourd'hui quartiers de Maastricht.

## Histoire
Elle a été créée en 1839, lors de la séparation de la Belgique et Pays-Bas, à l'occasion de laquelle la commune de Vroenhoven fut également divisée en deux parties. La partie néerlandaise de Vroenhoven reçut le nom d'Oud-Vroenhoven. 
En 1920, la commune est supprimée et rattachée à Maastricht.